# Franciscana Cirer
Franciscana Cirer Carbonell (Sancellas, Mallorca, España, 1 de junio de 1781 - ibídem, 27 de febrero de 1855) fue una religiosa católica fundadora de la congregación llamada Hermanas de la Caridad, institución dedicada al servicio corporal y espiritual de los pobres y enfermos. Desde 1989 es beata de la Iglesia católica.

## Biografía

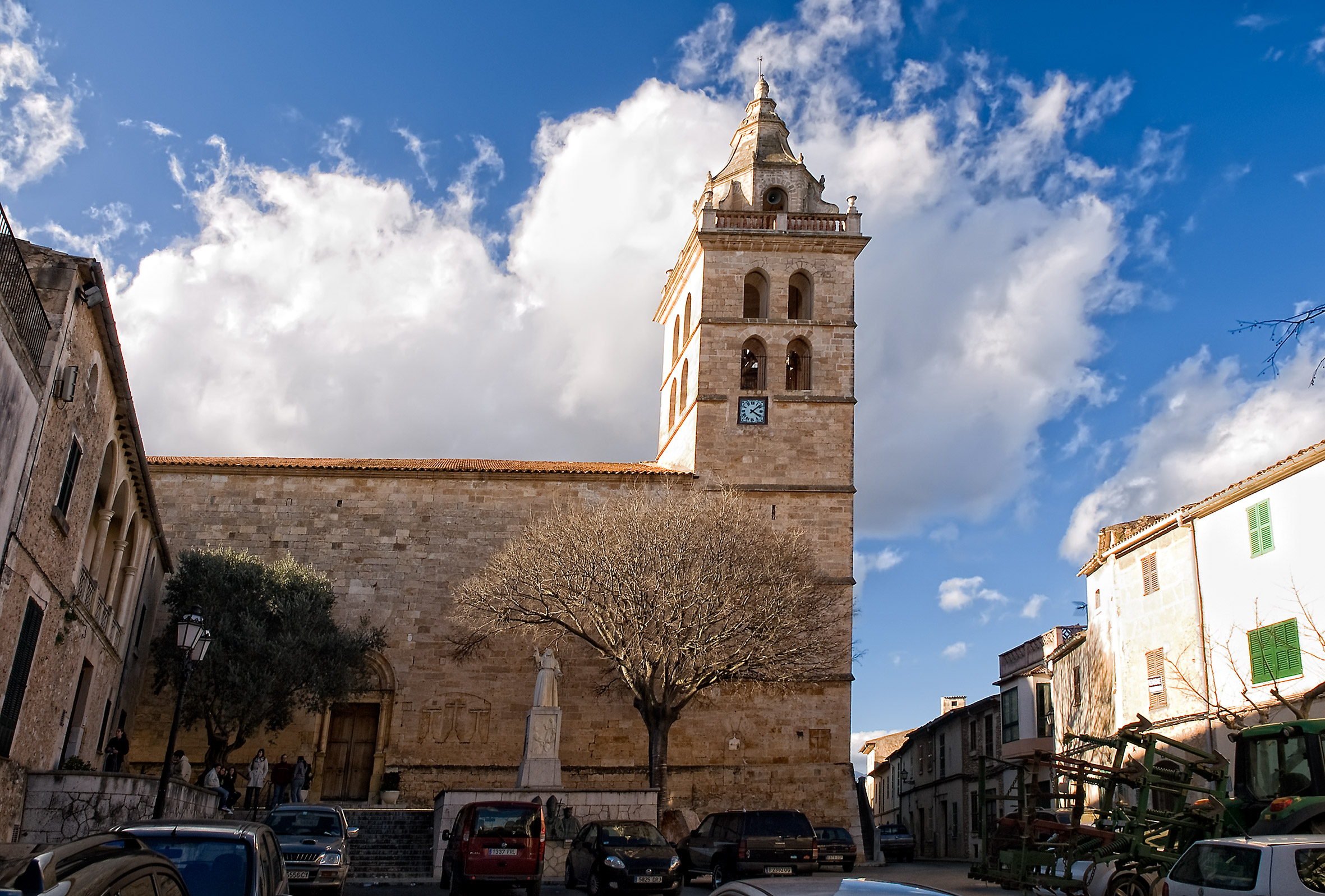
Sancellas, pueblo natal de Franciscana Cirer.

### Vida secular
Nació en la localidad española de Sancellas, siendo bautizada el 1 de junio de 1781 como Francisca Ana. Pertenecía a una familia de campesinos, en la que ayudaba a sus padres y a sus tres hermanos mayores en las labores del campo y de la casa. Desde la niñez se sintió llamada a consagrarse en la vida religiosa. Muy a pesar suyo, se lo impidieron innumerables y variadas dificultades. A los 26 años, fallecida su madre y sus hermanos, Franciscana vivía junto a su padre en la casa familiar. Además se encargaba de todas las tareas del campo y domésticas además de los cuidados a su progenitor, quien falleció en 1821. A su muerte Franciscana tenía cuarenta años, se reafirmó en su proyecto de dedicar su vida a Dios y a los demás. Decidió llevar una vida de retiro en su casa, donde vivía en compañía de otra mujer, Magdalena Cirer Bennazar, la cual permanecerá junto a ella hasta su muerte. En el pueblo de Sancellas era popularmente conocida como "Sa Tia Xiroia".

### Hermanas de la Caridad
En 1850 el rector de Sancellas, Juan Molinas, decidió establecer en la localidad una casa de caridad, en el espíritu de la comunidad de las Hijas de la Caridad de San Vicente de Paul. Encargó la dirección de esta nueva orden a Franciscana, quien ofreció su casa y sus bienes para la nueva orden. El 7 de diciembre de 1851 hizo, junto a otras dos mujeres, los votos en la nueva congregación, tomando el nombre de Franciscana de la Virgen de los Dolores.
En la casa convento solía instruir y educar a niños y a jóvenes, a pesar de ser analfabeta, en la fe cristiana. Ofrecía consuelo a pobres y enfermos y ayudaba en el límite de sus posibilidades. Orientaba y aconsejaba a las niñas, y a cualquiera que se lo pidiera sin importar su sexo o clase social y asistía a los moribundos.
Se le atribuyen diversos milagros; una niña fue y volvió de Sancellas a la localidad de Binisalem, situada a ocho kilómetros, a por medicinas. Como llovía Sor Franciscana le cedió su sombrero para que lo usara como paraguas, al regresar la niña estaba completamente seca. Otros milagros implican la curación de enfermedades en niños. La fama de estos milagros corrió a lo largo y ancho de la isla y fueron muchos los que se trasladaron hasta Sancellas, como la familia Femenias desde Artá o los padres de Guillermo Puigserver, desde la villa de Lluchmayor.

### Fallecimiento
Falleció el 27 de febrero de 1855 como consecuencia de un accidente cerebrovascular, personas de todas las clases sociales rindieron homenaje a la hoy Beata que fue sepultada en la cripta del Convento de las Hermanas de la Caridad de Sancellas. El Ayuntamiento del municipio decidió por unanimidad que constase en acta el sentimiento de la Corporación por la muerte de la religiosa y decidió se rotulase con su nombre la calle donde estaba y continúa el convento. 

### Beatificación
El Papa Juan Pablo II la beatificó en Roma el 1 de octubre de 1989.

## Veneración
La Beata Franciscana Cirer es venerada en toda la isla de Mallorca por todas las curaciones milagrosas que se le atribuyen. Su festividad se celebra el 27 de febrero; ese día los habitantes de Sancellas, y de otras poblaciones, salen a las calles para llevar a cabo una ofrenda floral a la que fuera fundadora de las Hermanas de la Caridad. El segundo domingo del mes de mayo se realiza cada año desde 1986 una romería desde la localidad de Casa Blanca, en el término municipal de Palma de Mallorca, hasta el sepulcro de la beata. Esta se lleva a cabo a pie, a caballo o en carro. En 2005 fue nombrada Hija Predilecta de la isla por el Consejo Insular de Mallorca. Desde el año 2009 es la patrona de los catequistas.
El piloto de F1 Pedro de la Rosa lleva un sello con su imagen dentro de su casco ya que, según él, le protege.